# Санта-Мария-Мадре-дель-Реденторе-а-Тор-Белла-Монака (титулярная церковь)
Санта-Мария-Мадре-дель-Реденторе-а-Тор-Белла-Монака (лат. Titulus Sanctae Mariae Matris Redemptoris ad Turrim Bellamonicam)) — титулярная церковь была создана Папой Иоанном Павлом II 28 июня 1988 года. Титул принадлежит приходской, с 1 октября 1985 года., церкви Санта-Мария-Мадре-дель-Реденторе-а-Тор-Белла-Монака, расположенной во зоне Рима Торре Белла Монака, на виале Дуильо Камбелотти.

## Список кардиналов-священников титулярной церкви Санта-Мария-Мадре-дель-Реденторе-а-Тор-Белла-Монака
- Джеймс Алоизиус Хики — (28 июня 1988 — 24 октября 2004, до смерти);
- Иосиф Чэнь Жицзюнь — (24 марта 2006 — по настоящее время).